# Christopher Tin
Christopher Tin, född 1976, är en amerikansk Grammy Award-belönad kompositör, mest känd för sitt arbete i spelen Civilization 4 och Civilization 6.  Tin föddes i Kalifornien efter att hans föräldrar emigrerat från Hong Kong. Hans genomslag kom 2005 med låten Baba Yetu (Fader Vår på swahili) som var ledmotiv till Sid Meier's Civilization 4 och som framfördes av bland annat Tins före detta a cappella-grupp Stanford Talisman. För detta arbete blev han belönad med två Grammy Awards samt inskriven i Guiness World Record som den förste spelkompositören att vinna en Grammy Award. År 2016 blev Tin återigen uppmärksammad för sitt verk Songo di Volare (Drömmen om att flyga) som släpptes som huvudtema till spelet Sidmeier's Civlization 6. 2022 släppte Tin albumet The Lost Birds som en hyllning till fåglar som utrotats av människan. Albumet nominerades till en Grammy. 2024 släpptes soundtracket till spelet Civilization 7 där texten Tin använde var utdrag ur eposet Beowulf.